# Fakhr-ad-Din I
Fakhr-ad-Din I fou emir del Xuf (al Líban) de la dinastia drusa mànida sota sobirania otomana.
Governava el Xuf quan els otomans van conquerir el país (1516) i es va sotmetre al sultà Selim I conservant el poder i rebent el títol d'amir al-barr (senyor de la terra) amb la muntanya drusa, el Xuf i territoris propers (Gharb i Djurd).
Va governar fins al 1544 quan fou assassinat per ordre del governador otomà de Damasc. El va succeir el seu fill Korkumaz.